# Великі Кривчиці
Вели́кі Кри́вчиці — місцевість Личаківського району Львова, розташована на північному сході міста і обмежена вулицею Польовою, музеєм народної архітектури та побуту «Шевченківський гай», вулицями Ніщинського та Тракт Глинянський, Богданівською. Сьогодні — тихий район міста з переважно малоповерховою забудовою.

## Назва
Історики припускають, що назва «Кривчиці» походить від народної назви лісу, що ріс неподалік — «Кривий ліс».

## Природа
На захід від Кривчиць височіє гора Хомець — унікальна пам'ятка природи з залишками реліктового лугостепу. Вона є одним із найцінніших ботанічних об'єктів регіонального ландшафтного парку «Знесіння». Саме тут зупинилось поширення великого, так званого Рисського, заледеніння (100—200 тисяч років тому).

## Історія
Село Кривчиці вперше згадується у 1447 році, хоча поселення на цьому місці було ще в дохристиянські часи. Під час облог Львова 1648 та 1655 років військами Богдана Хмельницького тут стояв його військовий табір.
Село було віном другої дружини коронного гетьмана Юзефа Потоцького Людвіки з Мнішеків.
Вінцентій Потоцький — польський шляхтич із роду Потоцьких — за родинним поділом у Варшаві (28-30 грудня 1770 р.) з братами Пйотром, Францішеком, Юзефом — отримав з багатомільйонного спадку родини («фортуни»), зокрема, Кривчиці, львівські юридики Личаківську та Сикстуську з «дворищем палацовим».
У 1830-х роках у Кривчицях заснували цукроварню. У 1908 році через Кривчиці проклали залізницю від Підзамче до Личаківського двірця.
11 квітня 1930 р. південно-західну частину громади Кривчиці включили до меж міста. На приєднаних до міста теренах заснували дві колонії. «Робітнича Колонія Кривчиці» виникла вздовж вулиць Кривчицька Дорога, Втіха, Березова. А ближче до міста, в районі нинішніх вулиць Ірини Вільде, Міжгірної та Ніщинського, у 1930-х збудували за проектами Тадеуша Врубеля, Леопольда Карасінського, Максиміліана Кочура вісім десятків, переважно двоповерхових, вілл — «Професорську колонію», де поселили професорів Львівського університету.
У 1936–1963 роках у будинку при вул. Козацькій, 11а жила українська педагог та громадський діяч Степанів Олена.
За підрахунками Володимира Кубійовича у 1939 році в Кривчицях (тій частині громади, що не була включена до Львова) було 1560 мешканців: з них 1320 поляків, 160 українців та 80 євреїв. Після війни більшість поляків виїхала до Польщі, а на їх місце прибули українці із Закерзоння.
У 1942 році німецька влада приєднала Кривчиці до складу Львова (до дільниці Вайнберґен). У 1944 році Кривчиці знову стали селом і увійшли до Новояричівського району, а остаточно приєднали їх до Львова у 1962 році.

## Важливі споруди
- авторинок

## Церкви
- Святого Іллі (вул. Кривчицька Дорога, 113), відома з XVII ст. була раніше дочірною церковцею парафіяльної церкви Вознесіння Господнього на Старому Знесінні. Дослідники припускають, що фундаменти церкви могли бути змуровані ще у ХІІІ ст. Тоді на цьому місці спорудили шестигранну в плані оборонну вежу. М. Бандрівський припускає, що залишки башти були використані для побудови церкви св. Іллі.

- Різдва Пресвятої Богородиці розташована біля перетину нинішніх вулиць Богданівської та Кривчицька Дорога; збудувана в 1930-х в «історичному стилі». Спочатку це був костел Воздвиження Святого Хреста. За радянських часів костел перетворено на склад, а в 1990 році храм передали громаді УАПЦ, яка перебудувала вежу замінивши готичний шпиль на цибулясту баню. Тепер тут церква Різдва Пресвятої Богородиці.